# Charley Koontz
Charley Koontz, född den 31 maj 1987 i Concord, Kalifornien, är en amerikansk skådespelare. Han är mestadels känd för sin medverkan i TV-serierna Community och CSI: Cyber.

## Filmografi

### Filmer
- 2010 – Rubber
- 2011 – Couples Therapy
- 2011 – Road to Juarez
- 2012 – Wrong
- 2012 – Workers' Comp
- 2013 – Apparitional
- 2013 – Contracted
- 2015 – Contracted: Phase II

### TV–serier
- 2009 – Free Rent
- 2010 – Gigantic
- 2011 – Perfect Couples
- 2011 – Community
- 2012 – Awake
- 2012 – Royal Pains
- 2013 – Modern Family
- 2015 – CSI: Cyber